# Handsome JET
Handsome JET fue uno de los vocalistas más activos en toda Bemani desde GUITARFREAKS 3rdMIX & drummania 2ndMIX hasta GuitarFreaks V4 & DrumMania V4: RockxRock, cantó para una multitud de canciones, originales de Konami e incluso covers licenciados. Su verdadero nombre jamás fue revelado; siempre se refirió a sí mismo como Handsome JET o ジェットさん (Jettō-san). Lamentablemente, Handsome JET murió en mayo de 2008 en un accidente de tránsito cuando viajaba en una motocicleta. Las noticias de su deceso se mantuvieron en privado y no fue revelado sino en 15 de enero de 2009, el cual un amigo cercano publicó en un blog en la página web de la banda SAFETY SHOES el cual, Toshio Sakurai, uno de los integrantes de la banda musical, fue el compositor de sus primeras canciones de Handsome JET para GuitarFreaks & DrumMania).

## Música principal
La siguiente lista muestra las canciones que fueron creadas por el mismo autor y también con los artistas que trabajó para su elaboración:

### beatmania
- beatmania IIDX 12 HAPPY SKY
  - Little Little Princess

### ee'MALL
- ee'MALL 2nd avenue
  - 純勉夏

### GuitarFreaks & DrumMania
- drummania 2ndMIX
  - ANARCHY IN THE U.K.

- GUITARFREAKS 3rdMIX & drummania 2ndMIX
  - P.P.R.

- GUITARFREAKS 4thMIX & drummania 3rdMIX
  - P.P.R. (Long Version)

- GUITARFREAKS 5thMIX & drummania 4thMIX
  - NEWSPAPER (Vocal ver.)
  - SILLY GIRL

- GUITARFREAKS 6thMIX & drummania 5thMIX
  - TRAIN-TRAIN
  - 君のとなりに・・・

- GUITARFREAKS 7thMIX & drummania 6thMIX
  - Can't Help Falling in Love
  - My first kiss
  - 誰?
  - みかんのうた

- GUITARFREAKS 8thMIX & drummania 7thMIX
  - MIND YOUR STEP!
  - ファミレス‧ボンバー
  - 人にやさしく
  - わすれもの

- GUITARFREAKS 9thMIX & drummania 8thMIX
  - 瞬的愛歌 (JET LOVE)

- GUITARFREAKS 10thMIX & drummania 9thMIX
  - Handsome JET L-Project
  - しかられ日和

- GUITARFREAKS 11thMIX & drummania 10thMIX
  - 二人はラブラブ(仮)

- GuitarFreaks V & DrumMania V
  - 哀愁のコリゴリラ

- GuitarFreaks V2 & DrumMania V2
  - JJ-road

- GuitarFreaks V3 & DrumMania V3
  - ギタードライブ
  - 世界はそれを愛と呼ぶんだぜ

- GuitarFreaks V4 & DrumMania V4: Яock×Rock
  - さよなら便り
  - タリホー